# Giải quần vợt Wimbledon 2018 - Đôi nam khách mời cao tuổi
Jacco Eltingh và Paul Haarhuis là đương kim vô địch, nhưng đã bị loại ở vòng bảng khi họ rút lui trong trận thứ ba của họ.
Jonas Björkman và Todd Woodbridge là nhà vô địch, đánh bại Richard Krajicek và Mark Petchey trong trận chung kết, 6–4, 6–3.

## Kết quả

### Từ viết tắt
| - Q = Vòng loại - WC = Đặc cách - LL = Thua cuộc may mắn - Alt = Thay thế - SE = Miễn đặc biệt | - PR = Bảo toàn thứ hạng - w/o = Thắng nhờ đối thủ rút lui trước trận đấu - r = Bỏ cuộc giữa trận đấu - d = Bị xử thua - SR = Xếp hạng đặc biệt |

### Chung kết
|  | Chung kết |                                |   |   |  |  |
|  |           |                                |   |   |  |  |
|  | A3        | Jonas Björkman Todd Woodbridge | 6 | 6 |  |  |
|  | B2        | Richard Krajicek Mark Petchey  | 4 | 3 |  |  |

### Bảng A
|    |                                  | Bahrami Ivanišević | Bates Castle  | Björkman Woodbridge | Eltingh Haarhuis | RR T-B | Set T-B | Game T-B | Xếp hạng |
| A1 | Mansour Bahrami Goran Ivanišević |                    | 4–6, 6–7(4–7) | 4–6, 6–4, [7–10]    | 4–6, 3–6         | 0–3    | 1–6     | 27–36    | 4        |
| A2 | Jeremy Bates Andrew Castle       | 6–4, 7–6(7–4)      |               | 6–7(6–8), 2–6       | 4–6, 3–6         | 1–2    | 2–4     | 28–35    | 3        |
| A3 | Jonas Björkman Todd Woodbridge   | 6–4, 4–6, [10–7]   | 7–6(8–6), 6–2 |                     | w/o              | 3–0    | 4–1     | 24–18    | 1        |
| A4 | Jacco Eltingh Paul Haarhuis      | 6–4, 6–3           | 6–4, 6–3      | w/o                 |                  | 2–1    | 4–0     | 24–14    | 2        |

### Bảng B
|    |                               | Ferreira Woodforde | Krajicek Petchey | Leconte Pioline | McEnroe Tarango | RR T-B | Set T-B | Game T-B | Xếp hạng |
| B1 | Wayne Ferreira Mark Woodforde |                    | 6–7(6–8), 4–6    | 7–6(14–12), 6–3 | 6–2, 6–3        | 2–1    | 4–2     | 35–27    | 2        |
| B2 | Richard Krajicek Mark Petchey | 7–6(8–6), 6–4      |                  | 6–3, 6–3        | 6–4, 6–2        | 3–0    | 6–0     | 37–22    | 1        |
| B3 | Henri Leconte Cédric Pioline  | 6–7(12–14), 3–6    | 3–6, 3–6         |                 | 6–4, 7–5        | 1–2    | 2–4     | 28–34    | 3        |
| B4 | Patrick McEnroe Jeff Tarango  | 2–6, 3–6           | 4–6, 2–6         | 4–6, 5–7        |                 | 0–3    | 0–6     | 20–37    | 4        |